# Manoir de Hämeenkylä
Le manoir de Hämeenkylä (finnois : Hämeenkylän kartano) est un manoir historique situé dans le quartier Hämeenkylä de Vantaa en Finlande. 

## Histoire
Le manoir a été fondé dans les années 1580 en combinant trois domaines à Hämeenkylä, qui en 1579 avaient été donnés en fief à l'amiral Bengt Juusten (plus tard Gyllenlood). 
Sa famille a possédé le manoir pendant plus de 150 ans,.
Lorsque Säteri a été annulé en 1683 et transformé en ferme équestre Säteri, il était toujours sous le contrôle des héritiers de Juusten, la famille noble Gyllenloodie.
Après la mort de Cornet Axel Gyllenlood en 1683, Johan Gripenberg, commissaire aux guerres et président de la commission de réduction, prit le contrôle du manoir, mais le domaine revint aux Gyllenlood déjà au début du XVIIIème siècle, seulement pour une courte période.
Le manoir actuel, conçu par l'architecte Carl Ludvig Engel, a été construit au début des années 1820 pour propriétaire de l'époque, le conseiller d'État Gustaf Wilhelm Ladau,.
Il était à l'origine conçu uniquement comme l'aile ouest du complexe de bâtiments entourant la cour carrée, mais le bâtiment principal conçu par Engel n'a pas été construit en raison du manque de fonds de Ladau. Le bâtiment opposé de l'aile est a été achevé pour servir de logement du directeur de la ferme en 1830. 
Après Ladau, le manoir Hämeenkylä a appartenu, entre autres, aux familles Rotkirch et Pelin.
En 1942, les Pelin cedèrent le domaine à la société Tuko. Les terres du manoir comprenaient encore plus de 800 hectares à cette époque.
Les terres du manoir de Hämeenkylä seront coupées par la ceinture périphérique Kehä III, qui a été achevée en 1972. 
Tuko, le propriétaire de l'époque, vendra la plupart des terres du manoir, 690 hectares, à la municipalité de Vantaa en 1973,,. 
Tuko possédait encore environ 65 hectares des terres du manoir, et il a construit son nouvel entrepôt central près de Helsinginmäki le long du Kehä III. 
Tuko a rénové le bâtiment principal du manoir et l'a loué à la société Polarkesti en 1992. Aujourd'hui, le manoir appartient à la compagnie d'assurance retraite professionnelle Varma, qui le loue pour des activités de formation et de réunion gérées par Sodexo. 
Un hôtel fonctionne dans le manoir avant et dans le bâtiment de l'aile orientale depuis 2013.

## Protection
Le manoir est situé le long de la route médiévale Turku-Viipuri, ou route royale. 
La route royale est un environnement culturel bâti d'importance nationale.
De nos jours, le manoir sert d'hôtel et de centre de conférence.

## Galerie

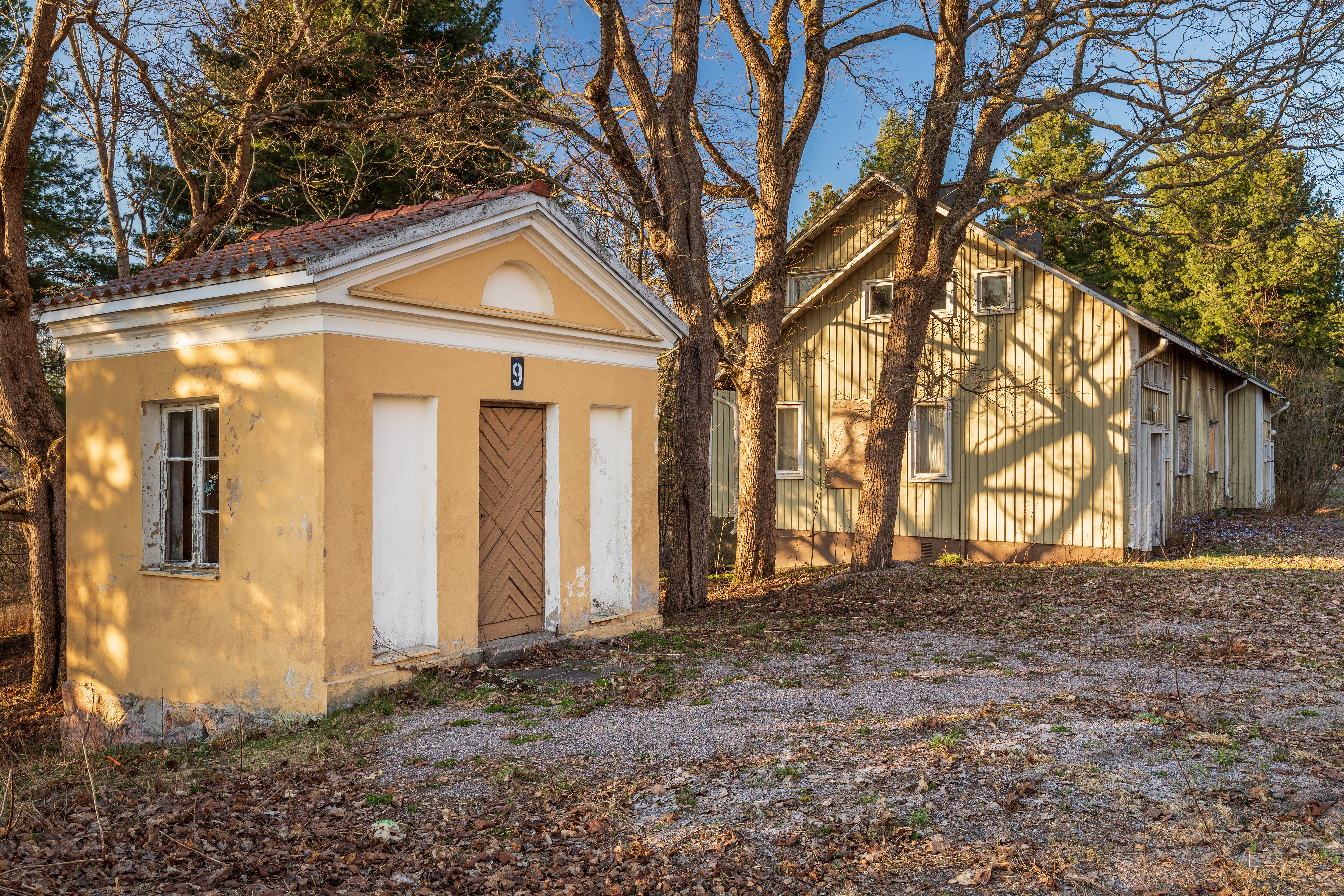
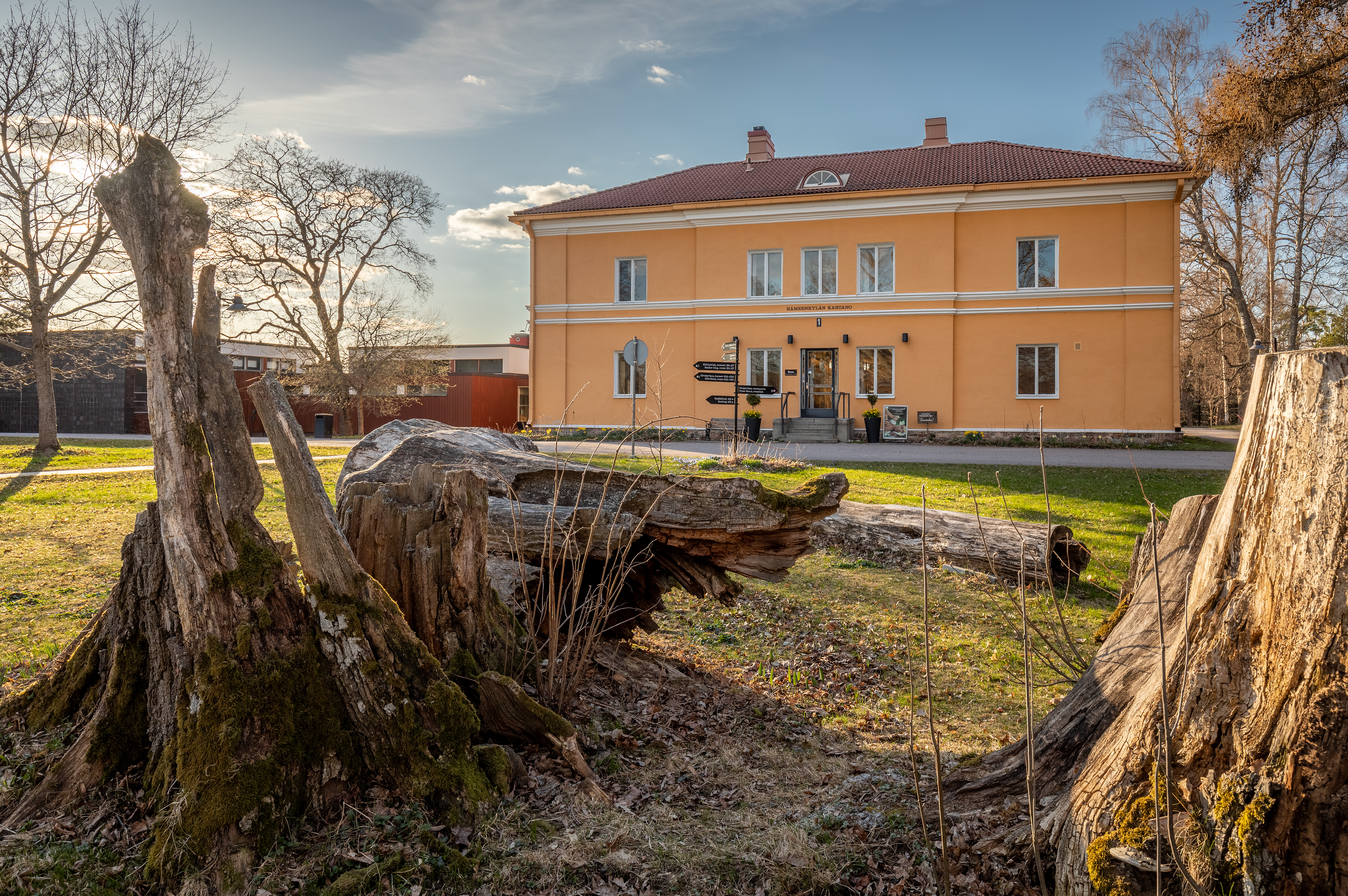
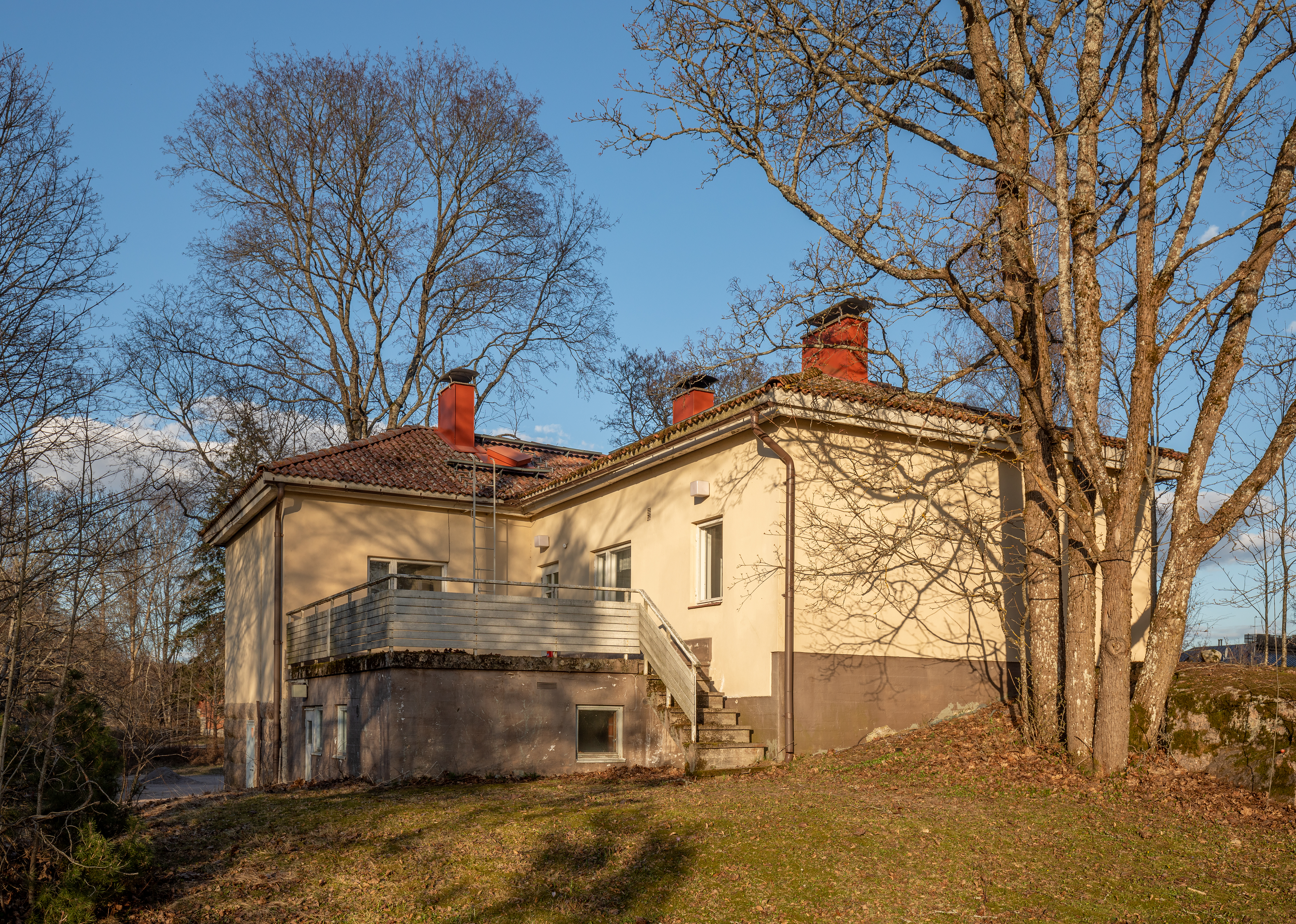